# برگ‌ماهی‌ها
برگ‌ماهی‌ها (نام علمی: Polycentrus) نام یک سرده از تیره برگ‌ماهیان است.